# Ялим (Притобольний район)
Яли́м (рос. Ялым) — село у складі Притобольного району Курганської області, Росія. Адміністративний центр Ялимської сільської ради.
Населення — 542 особи (2010, 691 у 2002).
Національний склад станом на 2002 рік:
- росіяни — 93 %